# Квант (часопис)
Квант је научно-популарни часопис за физику и математику намењен ученицима основних и средњих школа и студентима, који је почео да излази 1970. у Совјетском Савезу а данас се издаје у Русији.
Настао је као заједнички пројекат СССР Академије наука и СССР Академије педагошких наука. У Совјетском Савезу издавач је била Наука.
Идеју за утемељивање часописа дао је 1964. године Петар Леонидович Капица, руски физичар.
Први главни уредник часописа био је физичар Исак Константинович Кикоин а први заменик главног уредника био је математичар Андреј Николајевич Колмогоров. До почетка деведесетих година двадесетог века часопис је излазио једном месечно у тиражу 250-350 хиљада примерака. Данас се издаје бар једном у два месеца, а тираж му је око 2500-3500 примерака.
Од 1983. часопис се преводи и издаје у Грчкој.
У Француској су објављене две књиге са избором чланака из часописа, а појединачне чланке је објављивао и Quantum Magazine.
Сви бројеви овог часописа издати у периоду од 1970. до 2003. се могу наћи на Интернету у електронском облику.